# Powiat staromiejski (Galicja)
Powiat staromiejski – dawny powiat kraju koronnego Królestwo Galicji i Lodomerii, istniejący w latach 1867–1918. 1 stycznia 1900 nazwę zmieniono na starosamborski (Bezirk Stary Sambor).
Siedzibą c.k. starostwa było Staremiasto (obecnie Stary Sambor). Powierzchnia powiatu w 1879 roku wynosiła 7,7983 mil kw. (448,71 km²), a ludność 41 827 osób. Powiat liczył 60 osad, zorganizowanych w 54 gminy katastralne.
Na terenie powiatu działały 2 sądy powiatowe – w Staremmieście i Starejsoli.

## Starostowie powiatu
- Antoni Drak (1871–1882)
- Anatol Lewicki (1888[2], 1889) – Honorowy obywatel Bóbrki i Staregomiasta[3]
- Ricci (m.in. w 1900[4])

W 1890 posada opróżniona.

## Komisarze rządowi
- Edward Lissowski (1871)
- Ludwik Tluk-Toszonowicz (1879–1882)
- Kazimierz Bukowczyk (1890), Zdzisław Geppert (komisarz powiatowy, 1890)